# Простодушный (фильм, 1994)
«Простодушный» — российская музыкальная комедия режиссёра Евгения Гинзбурга по мотивам одноимённой повести Вольтера. В самом фильме его жанр определён как «маскарад в двух частях». Съёмки проходили в период с 1991 года по 1994 год.

## Сюжет
Юноша, воспитанный в индейском племени гуронов, попадает во Францию XVII века, где случайно находит родственников своих родителей — аббата де Керкабона и его сестру. Жители маленького городка, где он поселился и который спас от англичан, стремятся «цивилизовать» дикаря-индейца. Его удаётся крестить, после чего он влюбляется в крёстную мать и твёрдо решает на ней жениться. И вот тогда-то оказывается, что цивилизация — это сплошное лицемерие, а в культурной Франции царит такая дикость, которая простодушным индейцам и не снилась. В поисках справедливости герой фильма сталкивается с такими достижениями цивилизации, как религиозная нетерпимость, доносы и взяточничество, и едва не заканчивает свои дни в Бастилии, а его возлюбленная, пожертвовавшая честью ради его спасения, кончает с собой.

## Съёмки и монтаж
Фильм, задумывавшийся как традиционный для режиссёра Евгения Гинзбурга телевизионный мюзикл-гротеск, снимался на протяжении четырёх лет: в работе возникали паузы из-за нехватки денег. Тем не менее для съёмок художник Борис Бланк сумел создать самую большую на киностудии «Мосфильм» декорацию, использовав в работе принятый в Голливуде «принцип универсальности»: при этом принципе декорации делаются так, чтобы использоваться в последующих фильмах, не повторяя при этом предыдущие. 

В итоге та же нехватка денег заставила монтировать ленту не как телевизионную, а для большого экрана, что привело к потере уже отснятого материала. Кроме того, вторая серия получилась не столь удачной, как первая, не обладая её лёгким и задорным юмором; критик Сергей Меркулов писал после выхода картины: 
Чувствуется, что авторам картины, чтобы уложиться в отведённый киноленте метраж, пришлось многим пожертвовать, резать буквально по живому.
Поскольку съёмки продолжались длительное время, исполнители главных ролей Лариса Шахворостова и Сергей Маховиков, познакомившиеся на съёмочной площадке фильма, к его выходу на экран успели пожениться.

## Награды и номинации
- Золотой Дюк-1994 — награда в номинации «Лучшая женская роль» (Лариса Шахворостова)
- Созвездие-1994 — приз «За многообещающий дебют» (Сергей Маховиков)
- Ника-1994 — 3 номинации:
  - Лучшая работа художника
  - Лучшая работа звукооператора
  - Лучший продюсер

## Актёры и роли
- Сергей Маховиков — Геркулес де Керкабон
- Лариса Шахворостова — Мадлен де Сент-Ив
- Армен Джигарханян — аббат де Керкабон
- Лариса Голубкина — Алоиза
- Михаил Кокшенов — аббат де Сент-Ив (озвучил другой актёр)
- Кахи Кавсадзе (озвучил Сергей Шакуров) — судья
- Мамука Кикалейшвили (озвучил Александр Филиппенко) — сын судьи
- Николай Караченцов — капитан мушкетёров Франсуа-Мари де Ришар
- Александр Абдулов —  канцлер Мишель де Лувуа (озвучил другой актёр)
- Леонид Куравлёв — епископ
- Константин Райкин — священник
- Зиновий Гердт — Франсуа-Мари Аруэ, узник Бастилии
- Владимир Фёдоров — тюремщик в Бастилии
- Анатолий Обухов — трактирщик
- Эллина Адэл — Мадлен из трактира
- Юрий Васильев — секретарь де Сент-Пуанжа
- Валерий Гатаев — начальник милиции
- Расми Джабраилов — письмоводитель
- Екатерина Редникова — служанка в трактире
- Александр Ширвиндт — де Сент-Пуанж
- Борис Шитиков — шпион-иезуит

## Песни, прозвучавшие в фильме
- Пролог (музыка Анатолия Кролла, стихи Юрия Ряшенцева, исполняют Сергей Маховиков и Лариса Шахворостова)
- Серенада (музыка Владимира Давыденко, стихи Юрия Ряшенцева, исполняют Сергей Маховиков и Оксана Павловская)
- Свобода выбора (музыка Владимира Давыденко, стихи Юрия Ряшенцева, исполняет Илья Брылин и вок. группа)
- Настоящий мужчина (музыка Владимира Давыденко, стихи Юрия Ряшенцева, исполняет Лариса Голубкина)
- Власть женщины (музыка Анатолия Кролла, стихи Юрия Ряшенцева, исполняет Леонид Низов)
- Любовный дуэт («В этой светлой ночи...») (музыка Владимира Давыденко, стихи Юрия Ряшенцева, исполняют Сергей Маховиков и Лариса Шахворостова)
- Чертовщина (музыка Владимира Давыденко, стихи Юрия Ряшенцева, исполняет Леонид Низов и вокальная группа)
- Лестница власти (музыка Анатолия Кролла, стихи Юрия Ряшенцева, исполняет Николай Караченцов)
- Бастилия (музыка Анатолия Кролла, стихи Юрия Ряшенцева, исполняет Зиновий Гердт)
- Решает женщина (музыка Анатолия Кролла, стихи Юрия Ряшенцева, исполняет Любовь Привина)
- Что такое человек? (музыка Анатолия Кролла, стихи Юрия Ряшенцева, исполняет Зиновий Гердт)
- Свиной сброд (музыка Анатолия Кролла, стихи Юрия Ряшенцева, исполняет Сергей Маховиков)
- Согреши и покайся (музыка Анатолия Кролла, стихи Юрия Ряшенцева, исполняет Сергей Минаев)
- Тропа земная (музыка Анатолия Кролла, стихи Юрия Ряшенцева, исполняет Сергей Маховиков)
- Тоскую о стране (музыка Владимира Давыденко, стихи Юрия Ряшенцева, исполняет Леонид Низов)

## Съёмочная группа
- Евгений Гинзбург — режиссёр
- Ким Рыжов, Евгений Гинзбург — авторы сценария
- Валерий Гинзбург — оператор
- Владимир Давыденко, Анатолий Кролл, Валерий Мягких — композиторы
- Юрий Ряшенцев — автор текстов песен
- Борис Бланк, Аддис Гаджиев — художники
- Александр Михайлов, Харольд Кернер, Вячеслав Врачев — продюсеры